# Scutigeridae
Famille
Les Scutigeridae sont une famille d'animaux arthropodes myriapodes.

## Liste des genres et espèces
Selon NCBI (15 septembre 2013) :
- genre Allothereua
  - Allothereua bidenticulata
  - Allothereua linderi
  - Allothereua maculata
  - Allothereua serrulata
- genre Ballonema
  - Ballonema gracilipes
- genre Dendrothereua
  - Dendrothereua homa
  - Dendrothereua nubila
- genre Madagassophora
  - Madagassophora hova
- genre Parascutigera
  - Parascutigera festiva
  - Parascutigera guttata
  - Parascutigera latericia
  - Parascutigera nubila
  - Parascutigera sphinx
- genre Pilbarascutigera
  - Pilbarascutigera incola
- genre Pselliodes
  - Pselliodes guildingii
- genre Scutigera
  - Scutigera coleoptrata
  - Scutigera nossibei
- genre Scutigerina
  - Scutigerina malagassa
  - Scutigerina weberi
- genre Sphendononema
  - Sphendononema guildingii
  - Sphendononema rugosa
- genre Tachythereua
- genre Thereuonema
  - Thereuonema tuberculata
  - Thereuonema turkestana
- genre Thereuopoda
  - Thereuopoda clunifera
  - Thereuopoda longicornis
- genre Thereuopodina

## Liste des genres
Selon Catalogue of Life (15 septembre 2013) :
- genre Allothereua
- genre Ballonema
- genre Ballonemella
- genre Brasiloscutigera
- genre Diplacrophor
- genre Gomphor
- genre Parascutigera
- genre Pesvarus
- genre Phanothereua
- genre Podothereua
- genre Prionopodella
- genre Prothereua
- genre Scutigera
- genre Tachythereua
- genre Thereulla
- genre Thereuonema
- genre Thereuopoda
- genre Thereuopodina
- genre Thereuoquima

Selon World Register of Marine Species (2 juillet 2022) :
- genre Scutigera Lamarck, 1801

## Liste des sous-familles
Selon ITIS (15 septembre 2013) :
- sous-famille Scutigerinae Leach, 1814
- sous-famille Thereuoneminae Verhoeff, 1925